# 苗栗縣私立龍德高級家事商業職業學校
苗栗縣私立龍德高級家事商業職業學校（簡稱為龍德家商），是一所位於台灣苗栗縣苑裡鎮的私立技術型高級中等學校，全盛時期有1800名以上的學生就讀，曾是苗栗縣海線學生人數最多的高職，但由於少子化而導致該校招生逐年銳減，校方打算將學校改制為雙語中小學。但因與鎮有土地有土地使用問題，校方決議停止改制，計畫增加其他科系並申請復招。

## 沿革
- 1972年：興華高級工商職業學校創校。
- 1986年6月：改名為幼獅高級工商職業學校。
- 1987年6月：增辦輪調式工科建教合作班
- 1989年6月：設春季延教班
- 1990年：停招工科，改為家事科及商業科。
- 1992年2月：董事會改組
- 1993年8月：改名為龍德高級家事商業職業學校
- 2019年，因少子化招生不易，計畫改制為雙語中小學。
- 2021年，因校地涉及鎮有土地，與政府協商不成，暫緩改制、續辦高中學制。

## 歷任董事長與校長

### 董事長
- 徐毓清

### 校長
- 徐詠芳[4]

## 科系
- 資料處理
- 餐飲管理[5][6]
- 美容美髮[7][8]
- 時尚造型

## 校友
- 黃清龍，前代表會主席。
- 鄭文炳，前縣議員。
- 鄭淑如，前苑裡鎮公所機要秘書。

## 校隊
- 跆拳道[9][10]